# Святий Миколай (фільм, 1898)
«Святий Миколай» (англ. Santa Claus) — англійський німий короткометражний фільм режисера Джорджа Альберта Сміта. У фільмі Святий Миколай  відвідує будинок на Святий вечір.
Фільм вважається першим прикладом різдвяного кіно і технічним дивом свого часу.

## Сюжет
Покоївка вкладає в ліжко двох дітей. Вона вимикає світло, і діти засинають. З каміна з'являється Святий Миколай з різдвяною ялинкою. Він наповнює подарунками панчохи, які раніше повісили над каміном діти. Відійшовши назад і оглянувши свою роботу, він вирушає до каміна і зникає в трубі. Діти прокидаються і бачать, що в їхній спальні був Святий Миколай. 